# Big Pussy Bonpensiero
Salvatore "Big Pussy" Bonpensiero, interpretato da Vincent Pastore, è uno dei personaggi principali della serie televisiva I Soprano, nonostante la sua partecipazione effettiva si limiti alle prime 2 stagioni dello show (1999-2000). In seguito appare in alcune sequenze oniriche.
In italiano è doppiato da Paolo Marchese.

## Biografia
Figlio di Lino Bonpensiero, Salvatore (Sal), detto "Big Pussy", è stato in principio un soldato della banda di Johnny Boy Soprano, padre di Tony. Dopo gli arresti dell'83, Sal è divenuto un affiliato della Famiglia DiMeo poco tempo dopo: nel 1986, dopo la morte del boss, ha appoggiato l'ascesa di Tony come capo e gli è rimasto al fianco, divenendone amico e uomo di fiducia. Diviene confidente dell'FBI dal 1998 per evitare l'ergastolo. Dopo essere stato scoperto, viene ucciso in barca da Tony Soprano, Silvio Dante e Paulie Gualtieri.

## Apparizioni nella serie dopo la morte
Big Pussy è stato uno dei personaggi più importanti per le vicende dei protagonisti della serie. La sua eliminazione è stata sofferta per il legame che aveva con Tony, Silvio e Paulie: per questi motivi egli appare anche in seguito, oltre che in alcuni dialoghi, in sogni e apparizioni, come una sorta di "fantasma" che si aggira per la serie:
- ep. 28: Addio Donna Livia: appare in un enigmatico fotogramma durante la veglia per Livia a casa Soprano, riflesso nello specchio di casa: Tony sembra scorgerlo di sfuggita;
- ep. 36: Ombre dal passato: appare in una lunga sequenza in flashback ambientata nel 1995;
- ep. 63: Sogni angoscianti: appare in sogno a Tony;
- ep. 80: Viaggio nel passato: appare in sogno a Paulie.

## Omicidi commessi da Big Pussy
- Jimmy Bones, ucciso a martellate per averlo visto assieme all'agente Skip Lipari (Giugno 1999);
- Matthew Bevilaqua, ucciso assieme a Tony Soprano per vendicare l'attentato di Christopher (Aprile 2000);